# Sturz de vâsc
Sturzul de vâsc (Turdus viscivorus) este o pasăre din ordinul Passeriformes și din familia Turdidae. Este o pasăre comună în mare parte din Europa, Asia temperată și Africa de Nord. Este rezidentă pe tot parcursul anului într-o mare parte a arealului său, dar populațiile din nord și est migrează spre sud pe timp de iarnă, adesea în stoluri mici.

## Taxonomie
Sturzul de vâsc a fost descris pentru prima dată de Carl Linnaeus în a 10-a ediție a Systema Naturae din 1758, sub denumirea sa științifică actuală. Turdus este cuvântul latin pentru „mierlă”, iar viscivorus, „mâncător de vâsc”, provine de la viscum „vâsc” și vorare, „a devora”.
În genul Turdus există mai mult de 60 de specii de sturzi mijlocii și mari, care se caracterizează prin capete rotunjite, aripi lungi și ascuțite și cântece de obicei melodioase. Un studiu al ADN-ului mitocondrial a identificat cele mai apropiate rude ale sturzului de vâsc ca fiind sturzul cântător și sturzul chinezesc cu penaj asemănător; aceste trei specii sunt ramuri timpurii ale ramuri eurasiatice de mierle Turdus după ce s-au răspândit spre nord din Africa. Acestea sunt mai puțin înrudite cu alte specii de mierle europene, cum ar fi mierla neagră (T. merula), care descinde din strămoși care au colonizat Insulele Canare din Africa și au ajuns ulterior în Europa.
Au fost propuse cel puțin opt subspecii, dar diferențele dintre acestea sunt în principal un penaj mai palid și cu pete mai puțin dense în estul arealului. Subspeciile acceptate începând cu anul 2000 sunt:
- Turdus viscivorus viscivorus
- Turdus viscivorus bonapartei
- Turdus viscivorus deichleri

O populație izolată din Crimeea a fost uneori separată ca T. v. tauricus, dar aceasta nu este considerată a fi o formă validă.

## Descriere

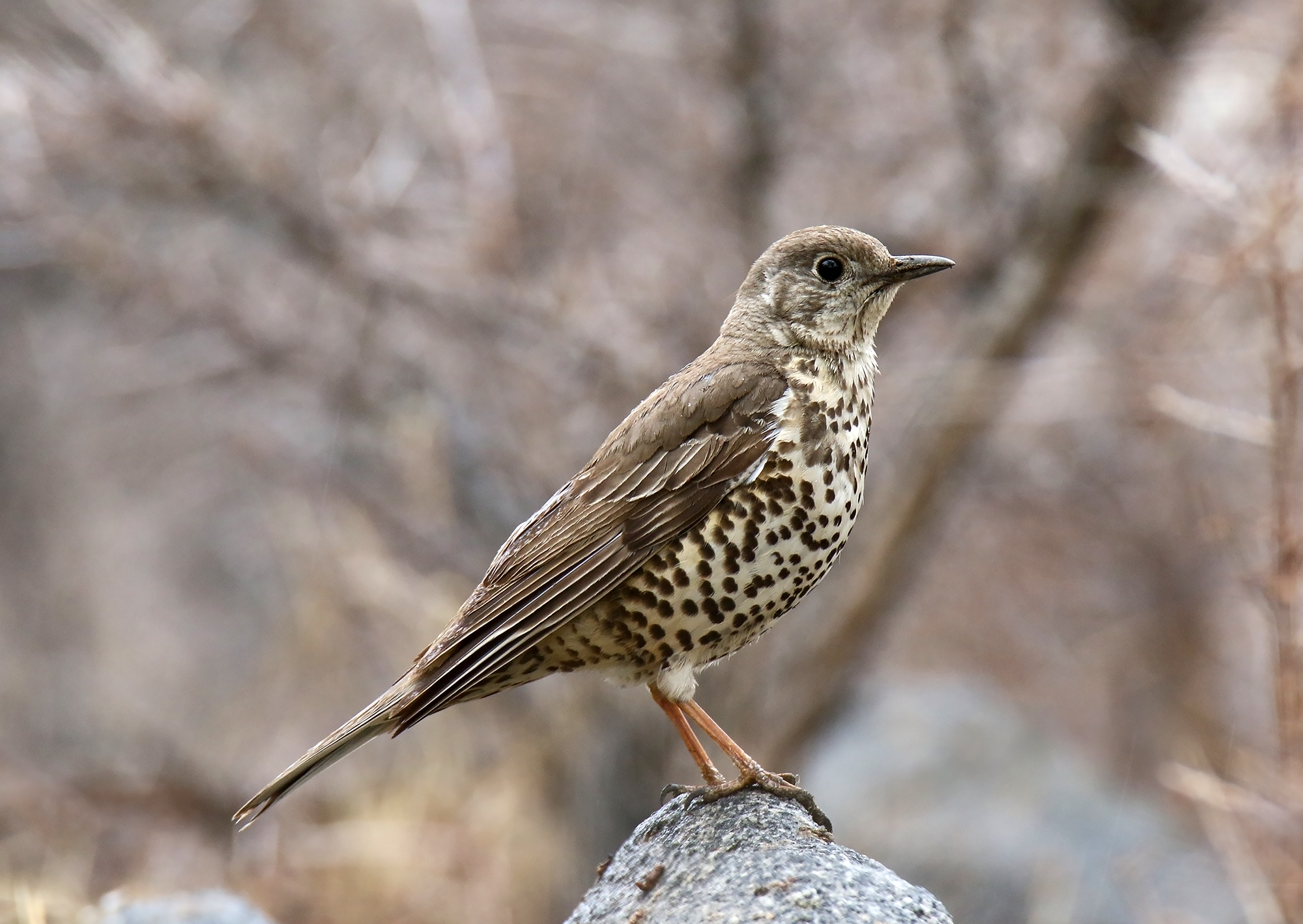
Pasăre adultă Turdus viscivorus

Este cel mai mare sturz din Europa, subspecia nominalizată Turdus viscivorus viscivorus măsurând 27-28 cm în lungime,  cu o anvergură a aripilor de 45 cm.  Cântărește între 93 și 167 g, cu o medie de aproximativ 130 g. Are o postură robustă și verticală atunci când se află pe sol. Partea superioară este de culoare gri-maroniu deschis, bărbia și gâtul sunt alb-cenușii, iar pieptul gălbui-cafeniu și burta albă sunt marcate cu pete negre rotunde.  Ochii sunt maro închis, iar ciocul este negricios, cu o bază gălbuie la mandibula inferioară. Picioarele sunt galben-maronii.

## Hrană
Sturzul de vâsc se hrănește în principal cu nevertebrate, fructe și fructe de pădure. Prăzile animale includ viermi de pământ, insecte și alte artropode, melci. Melcii sunt uneori zdrobiți pe o „nicovală” de piatră, o tehnică folosită și de sturzul cântător. Se știe că sturzul de vâsc omoară năpârca și puii sturzului cântător, mierlei negre și brumăriței de pădure.
Hrana vegetală include fructele și semințele de arbuști și copaci, în special ilex, tis, iederă și vâsc, dar și, de exemplu, mure, cireșe, soc, păducel, măslin și trandafir. Poate mânca flori și lăstari de ierburi și alte plante și, de asemenea, mere și prune căzute. Se hrănește în habitatul său de reproducere și pe câmpurile deschise, împărțind uneori aceste zone de hrănire cu sturzul viilor sau cocoșarul.

## Galerie

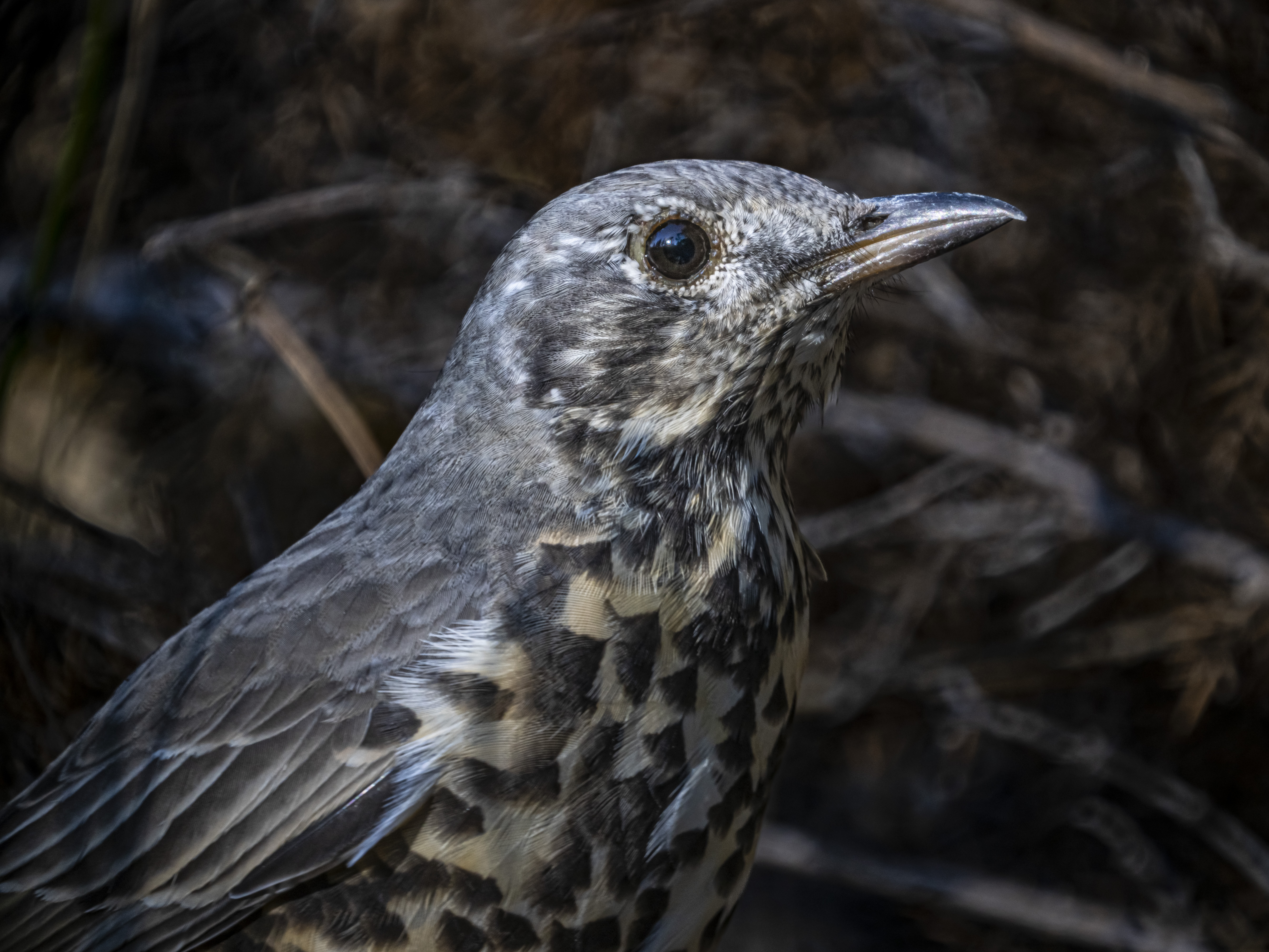
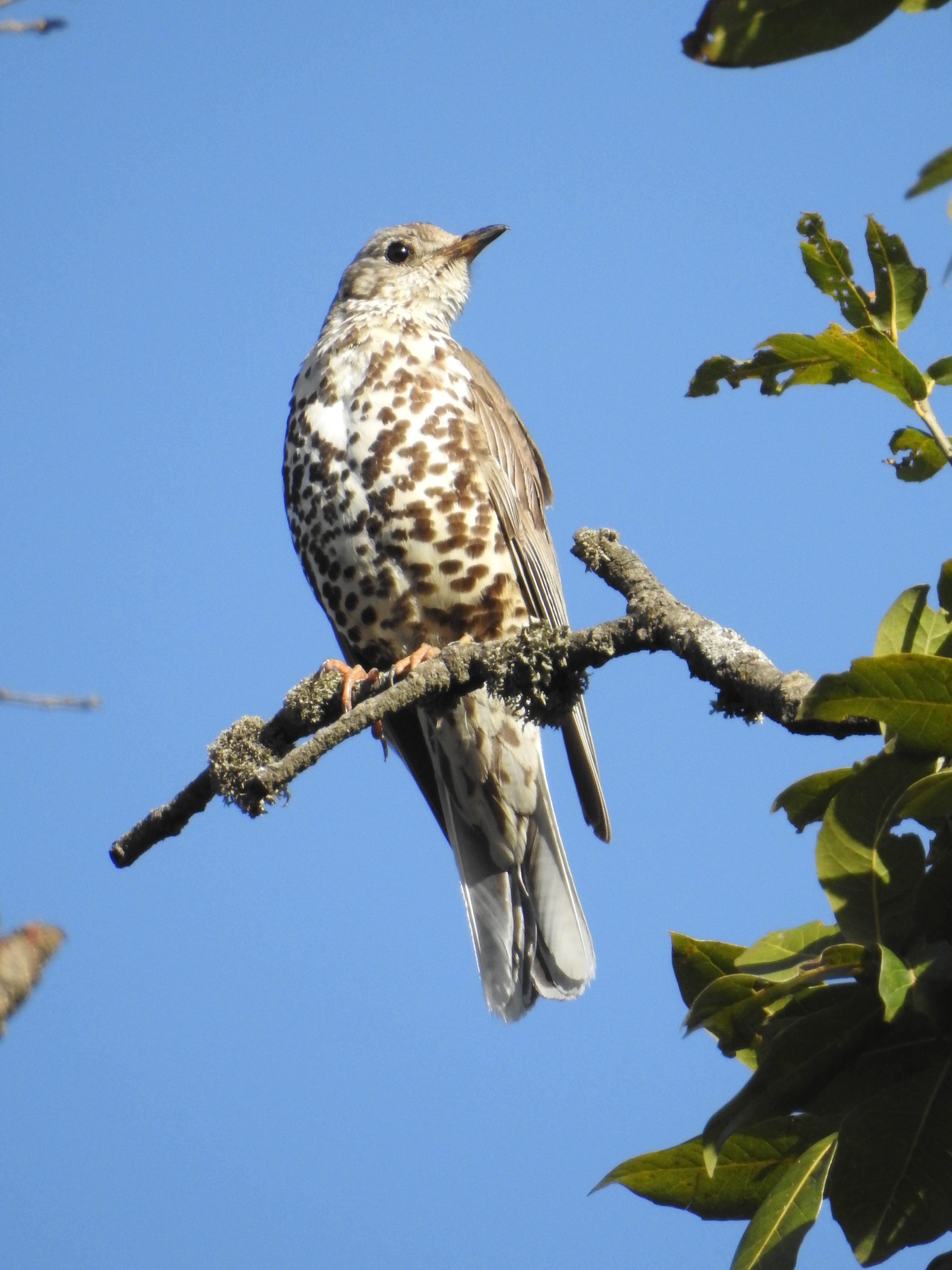
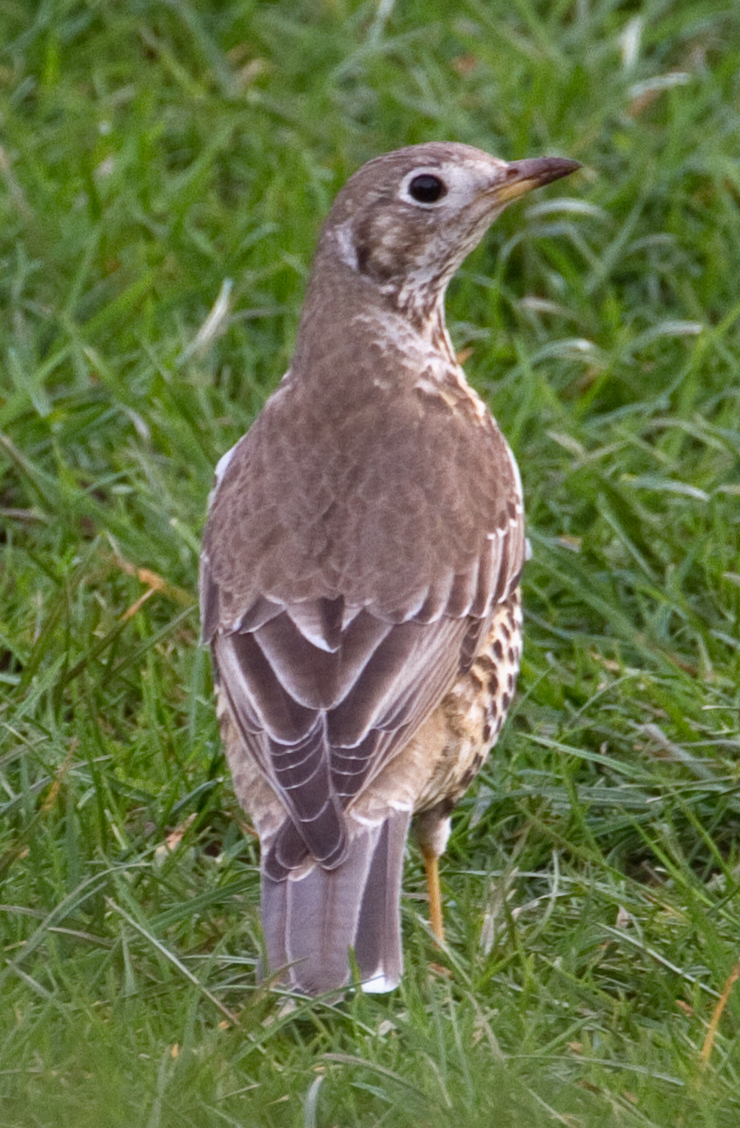
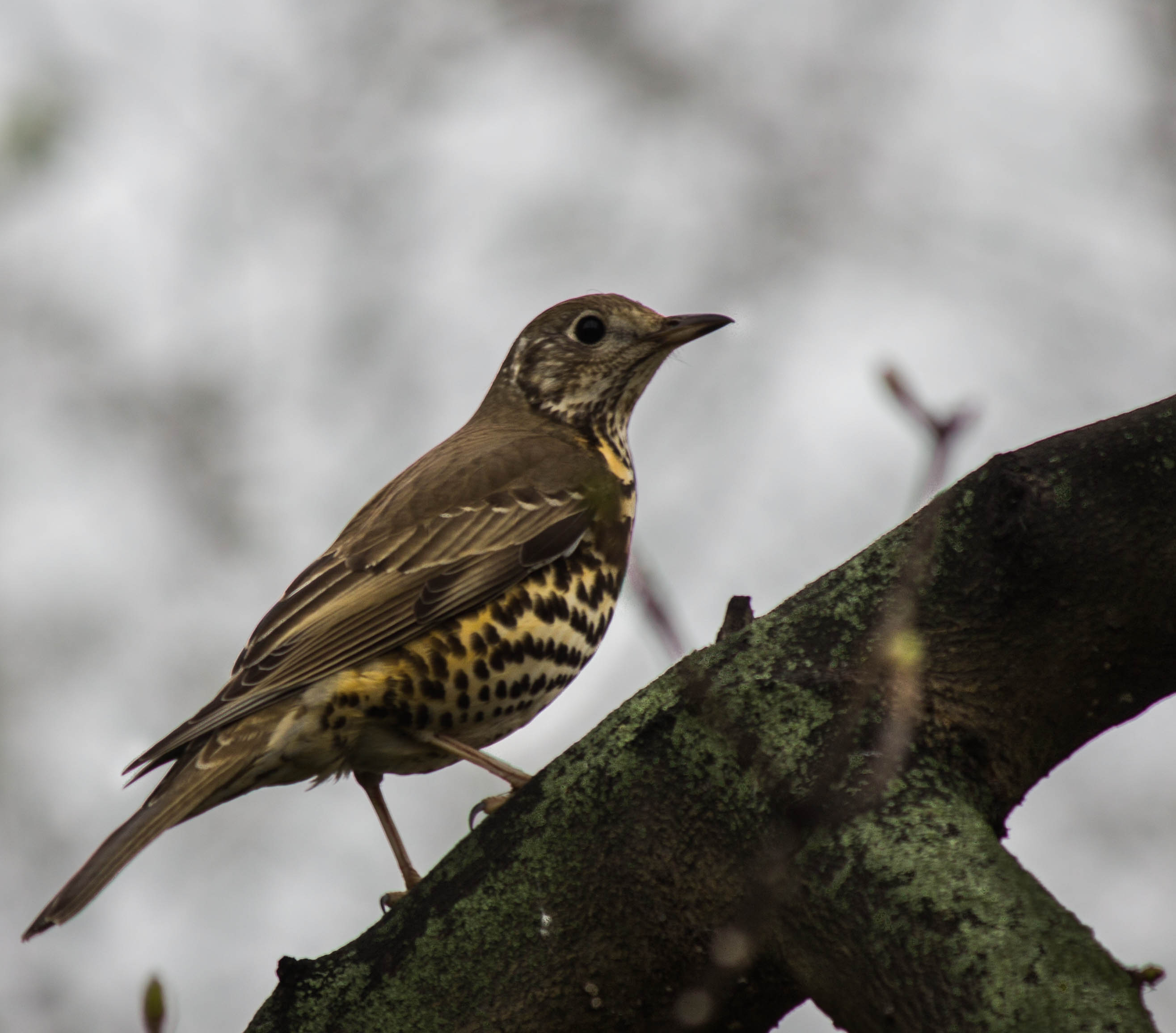